# Artemis Fowl 4: Zahrbtna Opal
Artemis Fowl 4: Zahrbtna Opal, je četrta knjiga v seriji knjig o Artemisu Fowlu.

## Zgodba
Hudodelka Opal Koboi se reši iz bolnišnice s pomočjo klona. Skuje načrt, kako bo premagala svoje sovražnike in Vilinsko podzemlje predstavi ljudem. Vse ji gre po načrtu. A stotnici Marjeti Mali je uspelo posvariti Artemisa Fowla in Butlerja. Ker sta ona dva brez spomina,   se s pomočjo posnetka ponovno vsega spomnita.Opal ubije Juliusa Korena . Po napeti zgodbi se vse razvije dobro. Artemis se odloči da ne bo več živel kriminalnega življenja.  Kradel bo, kar je bilo ukradeno in nato vrnil lastnikom.artemis nas bo kmalu presenetil z genijalnostjo v 5. delu napete pustolovščine!
napisala:holly short